# Lawrence Nunatak
Lawrence Nunatak är en nunatak i Antarktis. Den ligger i Västantarktis. Argentina, Chile och Storbritannien gör anspråk på området. Toppen på Lawrence Nunatak är 1 540 meter över havet, eller 96 meter över den omgivande terrängen. Bredden vid basen är 5,4 km.
Terrängen runt Lawrence Nunatak är kuperad österut, men västerut är den platt. Trakten är obefolkad. Det finns inga samhällen i närheten. 